# Statistický soubor (fyzika)
Statistický soubor ve fyzice je soubor makroskopických soustav, které mají stejný počet částic, stejné chemické složení, stejný počet stupňů volnosti a nacházejí se ve stejných vnějších podmínkách; tyto podmínky jsou tedy charakterizovány týmiž vnějšími parametry, jejichž hodnoty jsou stejné pro všechny soustavy téhož statistického souboru.
Soustavu s proměnným počtem částic (neuzavřenou soustavu, soustavu, v níž probíhají chemické reakce nebo fázové přechody apod.) reprezentujeme množinou statistických souborů s různými počty částic jednotlivých složek a fází.
Z makroskopického hlediska jsou všechny soustavy patřící do téhož statistického souboru ve stejném termodynamickém stavu zvaném makrostav.
Je-li tento stav rovnovážným termodynamickým stavem, nazývá se statistický soubor rovnovážným statistickým souborem, krátce rovnovážný soubor. Každý makrostav lze však realizovat mnoha různými způsoby.
Týž makrostav zahrnuje tedy množinu mikrofyzikálních stavů zvaných mikrostavy. Makroskopické soustavy patřící do téhož statistického souboru jsou proto v různých mikrostavech, odpovídajících témuž makrostavu.
Statistické soubory se rozlišují podle toho, jakými pohybovými zákony se řídí pohyb částic, a to na klasické statistické soubory a kvantové statistické soubory.
Vyšetřují-li se stavy soustav statistického souboru a pobíhající procesy v nich, avšak neurčují se pohybové stavy všech jejich jednotlivých částic v každém okamžiku, nýbrž jen pravděpodobnosti příslušející různým mikrostavům a z nich se pak vypočítávají střední hodnoty popř. rozptyly různých veličin. Za tímto účelem využíváme metod z teorie pravděpodobnosti a matematické statistiky.
Statistické soubory jsou myšlené soubory, které jsou vykonstruovány vždy na základě vhodných předpokladů; pomocí těchto předpokladů také určujeme zmíněné pravděpodobnosti.

## Dělení

### Klasické systémy
Jsou to takové systémy, ve kterých se částice řídí zákony klasické mechaniky.
Předpokládáme-li částice systému jako bodové (tj. bez vnitřních stupňů volnosti), stačí tedy k jejich popisu zadat polohu, {\displaystyle \mathbf {r} }, a hybnost {\displaystyle \mathbf {p} }; pokud se jedná o obecný případ pak k poloze přibude ještě orientace částice, druh částice, vnitřní stupně volnosti apod. Vektor {\displaystyle \mathbf {r} } je zadán v kartézských souřadnicích a {\displaystyle \mathbf {p} } je kanonicky sdružená hybnost.
Vektorem {\displaystyle \left(\mathbf {r} _{1},\ldots ,\mathbf {r} _{N},\mathbf {p} _{1},\ldots ,\mathbf {p} _{N}\right)\equiv \left(\mathbf {r} ^{N},\mathbf {p} ^{N}\right)} je popsán okamžitý stav systému, pak fázovým prostorem je prostor všech těchto vektorů.
Omezíme-li se jen na polohu bez hybností jedná se o konfigurační prostor složen z vektorů {\displaystyle \left(\mathbf {r} _{1},\ldots ,\mathbf {r} _{N}\right)\equiv \left(\mathbf {r} ^{N}\right)}.
Pohyb částic soustavy se pak řídí Hamiltonovými pohybovými rovnicemi a ve fázovém prostoru je zobrazen fázovou trajektorií.
Použijeme-li předpokladu, že potenciální (interakční) energie je nezávislá na hybnostech, můžeme pak hamiltonián {\displaystyle {\cal {H}}} psát ve tvaru:
{\displaystyle {\cal {H}}\left(\mathbf {r} ^{N},\mathbf {p} ^{N}\right)=T\left(\mathbf {p} ^{N}\right)+U\left(\mathbf {r} ^{N}\right)},
kde {\displaystyle T} je celková kinetická energie systému,
{\displaystyle T=\sum _{i=1}^{N}{\frac {\mathbf {p} _{i}^{2}}{2m_{i}}}},
{\displaystyle m_{i}} je hmotnost částice {\displaystyle i} a {\displaystyle U} je celková potenciální (interakční) energie systému.
Podle zadání termodynamického systému mají statistické soubory konstantní hodnoty, podle kterých se dělí na:
- Mikrokanonický soubor ({\displaystyle NVE} soubor) odpovídá množině mikrostavů systému, která má konstantní hodnoty počtu částic, objemu a energie.
- Kanonický soubor ({\displaystyle NVT} soubor, někdy též Gibbsův kanonický soubor) odpovídá množině mikrostavů systému, která má konstantní hodnoty počtu částic, objemu a teploty.
- Grandkanonický soubor ({\displaystyle \mu VT} soubor, též velký kanonický soubor) odpovídá množině mikrostavů systému, která má konstantní hodnoty chemického potenciálu, objemu a teploty.
- Izotermicko-izobarický soubor ({\displaystyle NpT} soubor) odpovídá množině mikrostavů systému, která má konstantní hodnoty počtu částic, tlaku a teploty.

#### Mikrokanonický soubor
Jedná se o soubor definovaný konstantním počtem částic {\displaystyle N}, objemem {\displaystyle V} a energií {\displaystyle E} a označovaný tedy jako {\displaystyle NVE}. Jelikož energie {\displaystyle E} je konstantní, tak všechny konfigurace (body fázového prostoru) mají stejnou hustotu pravděpodobnosti výskytu {\displaystyle \rho }
{\displaystyle \rho \left(\mathbf {r} ^{N},\mathbf {p} ^{N};N,V,E\right)=\mathrm {konst.} \times \delta \left({\cal {H}}(\mathbf {r} ^{N},\mathbf {p} ^{N})-E\right)}
(uvažujeme případ diskrétního systému) kde {\displaystyle \delta } je Diracova delta funkce a konstanta zaručuje normalizaci.

#### Kanonický soubor (Gibbsův kanonický soubor)
Tento soubor je určen konstantním počtem částic {\displaystyle N}, objemem {\displaystyle V} a teplotou {\displaystyle T}, značení je pak {\displaystyle NVT}. Pravděpodobnostní rozložení v případě proměnných {\displaystyle N,V,T} u spojitého systému je
{\displaystyle \rho \left(\mathbf {r} ^{N},\mathbf {p} ^{N};N,V,T\right)={\dfrac {e^{-\beta {\cal {H}}(\mathbf {r} ^{N},\mathbf {p} ^{N})}}{\int e^{-\beta {\cal {H}}(\mathbf {r} ^{N},\mathbf {p} ^{N})}\mathrm {d} \mathbf {r} ^{N}\mathrm {d} \mathbf {p} ^{N}}}}
kde {\displaystyle \beta ={\tfrac {1}{k_{B}T}}}, {\displaystyle k_{B}} je Boltzmannova konstanta. Integrál v tomto vztahu zajišťuje normování hustoty pravděpodobnosti, {\displaystyle \int \rho ~\mathrm {d} \mathbf {r} ^{N}\mathrm {d} \mathbf {p} ^{N}=1}, takže pro kanonickou střední hodnotu libovolné veličiny {\displaystyle X} platí
{\displaystyle \left\langle X\right\rangle =\int X(\mathbf {r} ^{N},\mathbf {p} ^{N})\rho (\mathbf {r} ^{N},\mathbf {p} ^{N})\mathrm {d} \mathbf {r} ^{N}\mathrm {d} \mathbf {p} ^{N}}.
Například využijeme-li předchozího vztahu pro vyjádření Helmholtzovy funkce (volné energie) {\displaystyle F}, pak pro čistou látku s {\displaystyle N} identickými částicemi dostáváme
{\displaystyle F=-k_{B}T\ln Z_{NVT}},
kde {\displaystyle Z_{NVT}} je kanonická partiční funkce ve tvaru
{\displaystyle Z_{NVT}={\frac {1}{N!(2\pi \hbar )^{3N}}}\int e^{-\beta {\cal {H}}(\mathbf {r} ^{N},\mathbf {p} ^{N})}\mathrm {d} \mathbf {r} ^{N}\mathrm {d} \mathbf {p} ^{N}}
v tomto vztahu {\displaystyle \hbar } je redukovaná Planckova konstanta a {\displaystyle (2\pi \hbar )^{3N}} je element fázového objemu podle Bohrova principu korespondence.

#### Grandkanonický soubor (velký kanonický soubor)
Pro zjednodušení uvažujme systémy s částicemi jednoho druhu ale jejichž počet je proměnný, pak dále je tento soubor určen konstantními proměnnými, které jsou chemický potenciál {\displaystyle \mu }, objem {\displaystyle V} a teplota {\displaystyle T}, značíme tento soubor jako {\displaystyle \mu VT}. Hustota pravděpodobnosti nalezení systému v konfiguraci {\displaystyle (\mathbf {r} ^{N},\mathbf {p} ^{N})} je
{\displaystyle \rho \left(N,\mathbf {r} ^{N},\mathbf {p} ^{N};\mu ,V,T\right)=\Xi ^{-1}{\dfrac {e^{\beta N\mu }}{N!(2\pi \hbar )^{3N}}}e^{-\beta {\cal {H}}(\mathbf {r} ^{N},\mathbf {p} ^{N})}},
kde
{\displaystyle \Xi =\sum _{N=0}^{\infty }e^{\beta N\mu }Z_{NVT}}
je grandkanonická partiční funkce.

#### Izotermicko-izobarický soubor
Jelikož laboratorní experimenty často neprobíhají při konstantním objemu, ale při konstantním tlaku {\displaystyle P}. Přejdeme-li tedy od objemu k tlaku při konstantním počtu částic a teplotě, pak dostáváme soubor {\displaystyle NPT} a jeho rozložení pravděpodobnosti je
{\displaystyle \rho \left(\mathbf {r} ^{N},\mathbf {p} ^{N};N,P,T\right)={\dfrac {e^{-\beta \left({\cal {H}}(\mathbf {r} ^{N},\mathbf {p} ^{N})+PV\right)}}{\int e^{-\beta \left({\cal {H}}(\mathbf {r} ^{N},\mathbf {p} ^{N})+PV\right)}\mathrm {d} \mathbf {r} ^{N}\mathrm {d} \mathbf {p} ^{N}\mathrm {d} V}}}.

### Kvantové systémy
K popisu kvantových systémů využíváme kvantových statistických souborů, což jsou statistické soubory, které jsou tvořeny makroskopickými soustavami, jejichž částice se řídí zákony kvantové mechaniky.
Mějme kvantový systém s Hamiltonovým operátorem {\displaystyle {\cal {H}}}, který působí na určitém Hilbertově prostoru stavů {\displaystyle {\cal {C}}^{\mathrm {H} }}.
Řeší-li se úlohy pro kvantové systémy, například kvantovými simulacemi, tak ne nutně se musí jednat o výpočet termodynamických (makroskopických) vlastností, ale jen nalezení vlastních stavů {\displaystyle \Psi } a vlastních energií {\displaystyle E}, takže hledá se řešení stacionární Schrodingerovy rovnice
{\displaystyle {\cal {\hat {H}}}\left|\Psi \right\rangle =E\left|\Psi \right\rangle }.
V takovémto případě ale nepracujeme v žádném z výše uvedených termodynamických (statistických) souborů, ale musí se použít jiných postupů, např. variační kvantové Monte Carlo. U takovýchto postupů nás obvykle zajímá střední hodnota operátoru
{\displaystyle \left\langle X\right\rangle =\langle \Psi \vert {\hat {X}}\vert \Psi \rangle }.
Pokud nás ale zajímají termodynamické vlastnosti, pak se nejčastěji počítá v kanonickém, resp. grandkanonickém souboru.
Změnou oproti klasickým systémům je, že zavádíme operátor {\displaystyle {\hat {\rho }}}.
Pro kanonické rozdělení platí
{\displaystyle {\hat {\rho }}=Z^{-1}e^{-\beta {\cal {\hat {H}}}}}.
Partiční funkce (stavová suma) je
{\displaystyle Z=\mathrm {Tr} \;e^{-\beta {\cal {\hat {H}}}}=\sum _{i}\left\langle \Psi _{i}\right\vert e^{-\beta {\cal {\hat {H}}}}\left\vert \Psi _{i}\right\rangle },
kde {\displaystyle \mathrm {Tr} } značí stopu operátoru a {\displaystyle \Psi _{i}} tvoří úplnou ortonormální množinu stavů.
Přejdeme-li ke grandkanonickému souboru máme pak:
{\displaystyle {\hat {\rho }}=\Xi ^{-1}e^{-\beta \left({\cal {\hat {H}}}-\mu {\hat {n}}\right)}},
{\displaystyle \Xi =\mathrm {Tr} \;e^{-\beta \left({\cal {\hat {H}}}-\mu {\hat {n}}\right)}},
kde {\displaystyle {\hat {n}}} je operátor počtu částic a stopa se uvažuje přes všechny podprostory s různým počtem částic.
Pro libovolnou veličinu je pak její střední hodnota dána operátorem {\displaystyle {\hat {X}}} se vztahem
{\displaystyle \langle X\rangle =\mathrm {Tr} ({\hat {X}}{\hat {\rho }})}.